# Звішаване
Звішаване (англ. Zvishavane) - місто на півдні центральної частини Зімбабве, на території провінції Мідлендс.

## Географія
Розташоване за 121 км на південь від адміністративного центру провінції, міста Гверу і за 97 км на захід від міста Масвінго. Абсолютна висота - 901 метр над рівнем моря .

## Населення
За даними на 2013 рік чисельність населення становить 34 666 осіб .
Динаміка чисельності населення міста по роках:
| 2002  | 2013  |
| ----- | ----- |
| 35229 | 34666 |

## Економіка і транспорт
У районі міста здійснюється видобуток азбесту. Приблизно за 40 км від Звішаване недавно було відкрито велике родовище алмазів. Є залізнична зв'язок з містами Булавайо і Гверу, а також з територією Мозамбіку.